# Gotha G.V
Gotha G.V je bil nemški dvomotorni dvokrilni bombnik razvit med 1. svetovno vojno. Letalo so uporabljale nemške imperialne zračne sile "Luftstreitkräfte", večinoma se je uporabljal kot nočni bombnik. G.V je imel dolet okrog 840 kilometrov, je pa bil z največjo hitrostjo 140 km/h počasen in je imel majhen bojni tovor.

## Specifikacije (Gotha G.V)
Splošne karakteristike
- Posadka: 3
- Dolžina: 12,42 m (40 ft 8 in)
- Razpon kril: 23,70 m (77 ft 9 in)
- Višina: 4,5 m (14 ft)
- Površina kril: 89,5 m² (963,6 ft²)
- Teža praznega letala: 2739 kg (6039 lb)
- Maks. vzletna teža: 3967 kg (8745 lb)
- Pogon letala: 2 ×  Vrstni motor Mercedes D.IVa, 260 KM (191 kW)  vsak

 Zmogljivost 
- Maks. hitrost: 140 km/h (87 mph)
- Doseg: 840 km (522 milj)
- Višina leta: 6500 m (21325 ft)

Oborožitev

2 ali 3 × 7.92 mm (.312 in) Parabellum MG14 strojnice, 14 x 25 kg bomb